# تشاك هارتفيغ
تشاك هارتفيغ (بالإنجليزية: Chuck Hartwig) هو لاعب كرة قدم أمريكية أمريكي، ولد في 1 يونيو 1912 في Wileyville, West Virginia ‏ في الولايات المتحدة، وتوفي في 15 سبتمبر 1950 في ماكمشين في الولايات المتحدة.